# Station Trảng Bom
Station Trảng Bom is een spoorwegstation in de Noord-zuid spoorweg in Trảng Bom, Vietnam. Trảng Bom ligt in de Vietnamese provincie Đồng Nai.
Ter hoogte van het station heeft de spoorlijn twee sporen, waardoor treinen elkaar kunnen kruisen.